# 1265 в Україні

## Засновані, зведені
- згадується Бронецький замок
- Летичів